# Lost Junction
Lost Junction (Poder do Destino, no Brasil) é um filme dramático de 2003 estrelado por Neve Campbell, Billy Burke e Jake Busey, e dirigido por Peter Masterson.

## Sinopse
Enquanto tentava consertar seu Mustang na estrada, Jimmy McGee acaba por conhecer uma doce moça, Missy Lofton. Missy convida Jimmy para ficar em sua casa na pequena cidade de Lost Junction, no Mississippi, com uma população local de apenas 652 habitantes, enquanto Shorty, o mecânico do lugar, tenta ajeitar o veículo quebrado. Eles se conhecem um pouco melhor, e então Missy pede a Jimmy que a ajude a pegar suas economias no banco e depois viajar para Nova Orleans, tentando encontrar o namorado da garota, Porter. Enquanto estes estão na estrada, Missy conta ao rapaz que o corpo de Doc está na mala, mas, apaixonado com Jimmy estava, ele continua com a garota por um tempo, até retornar para a sua cidade, onde seu amigo Matt o convence a ir atrás da garota que ele amava. Por fim, a verdade sobre a morte de Doc acaba por ser revelada.

## Elenco
- Neve Campbell .... Missy Lofton
- Billy Burke .... Jimmy McGee
- Jake Busey .... Matt
- Charles Powell .... Porter
- Michel Perron .... Shorty
- Amy Sloan .... Teller
- Mariah Inger .... Cassie